# Pseudostegias setoensis
Pseudostegias setoensis là một loài chân đều trong họ Bopyridae. Loài này được Shiino miêu tả khoa học năm 1933.